# How to Become Clairvoyant
How to Become Clairvoyant je páté sólové studiové album Robbieho Robertsona. Na albu se podílela celá řada známých hudebníků, mezi které patří například i Steve Winwood, Pino Palladino, Tom Morello, Eric Clapton a další. Album vyšlo 5. dubna 2011.

## Seznam skladeb
| Pořadí         | Název                      | Autor               | Délka |
| -------------- | -------------------------- | ------------------- | ----- |
| 1.             | Straight Down the Line     | Robertson           | 5:19  |
| 2.             | When the Night Was Young   | Robertson           | 5:05  |
| 3.             | He Don't Live Here No More | Robertson           | 5:46  |
| 4.             | The Right Mistake          | Robertson           | 4:30  |
| 5.             | This Is Where I Get Off    | Robertson           | 5:09  |
| 6.             | Fear of Falling            | Robertson, Clapton  | 5:18  |
| 7.             | She's Not Mine             | Robertson           | 4:28  |
| 8.             | Madame X                   | Clapton             | 4:46  |
| 9.             | Axman                      | Robertson           | 4:36  |
| 10.            | Won't Be Back              | Robertson, Clapton  | 4:10  |
| 11.            | How to Become Clairvoyant  | Robertson           | 6:17  |
| 12.            | Tango for Django           | Robertson, de Vries | 3:50  |
| Celková délka: | Celková délka:             | Celková délka:      | 59:09 |